# ماسانوبو فوکواوکا
ماسانوبو فوکواوکا (انگلیسی: Masanobu Fukuoka؛ زاده ۲ فوریهٔ ۱۹۱۳ درگذشته ۱۶ اوت ۲۰۰۸) یک پدیدآور اهل ژاپن بود.